# Liste der Stolpersteine in Estenfeld

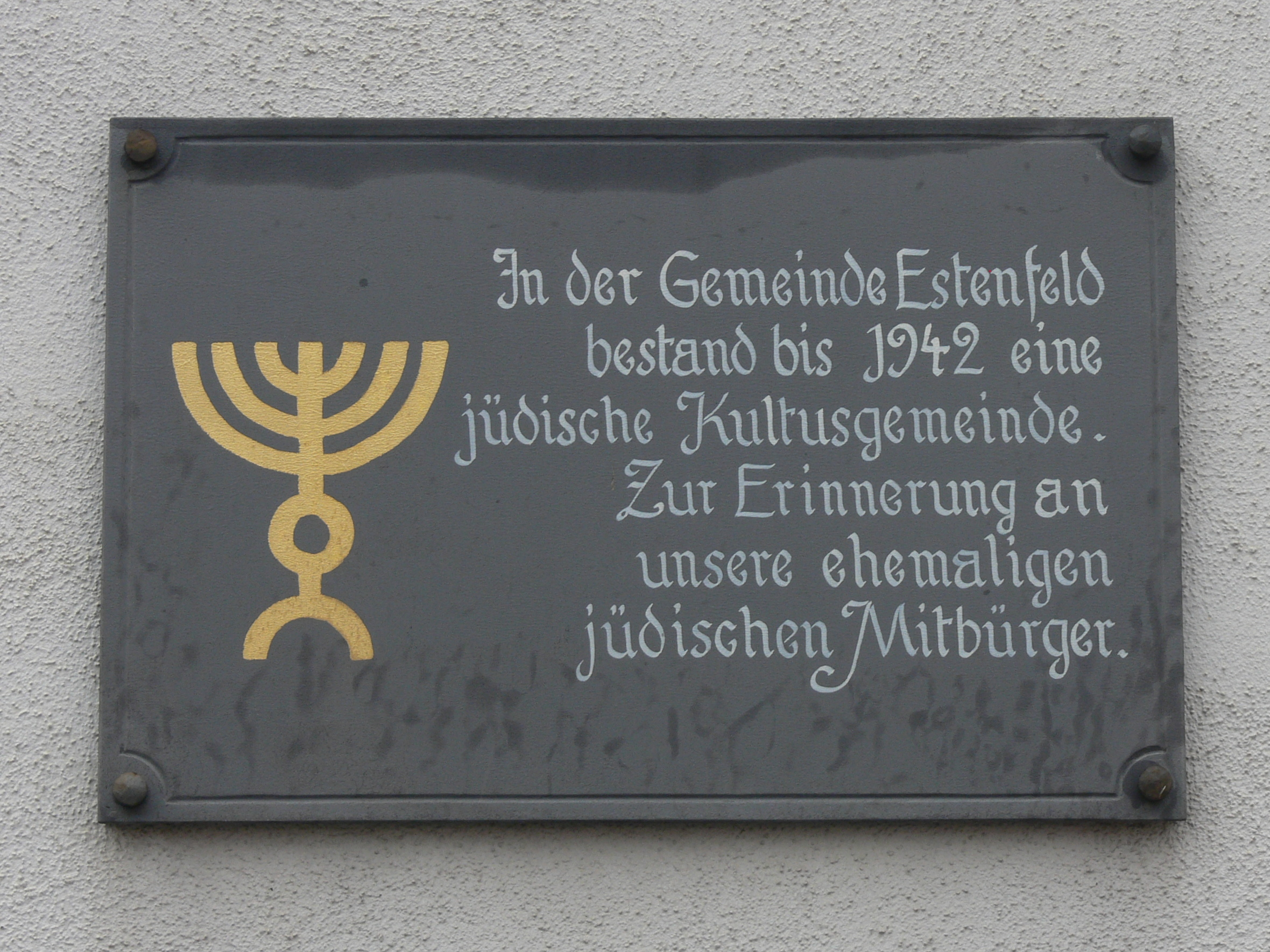
Gedenktafel für die ehemalige jüdische Kultusgemeinde

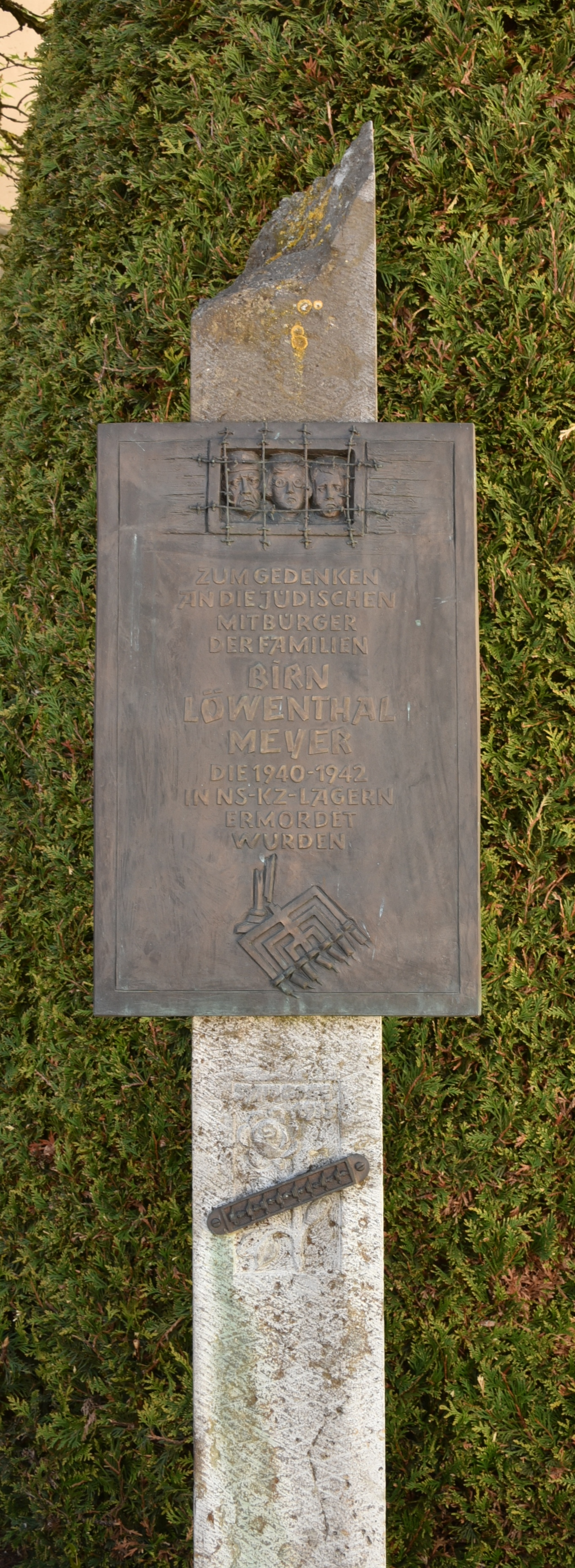
Gedenkstele für die deportierten Familien

Diese Liste der Stolpersteine in Estenfeld enthält die Stolpersteine, die im Rahmen des gleichnamigen Kunstprojekts von Gunter Demnig in der unterfränkischen Gemeinde Estenfeld verlegt wurden. Auf der Oberseite der Betonquader mit zehn Zentimeter Kantenlänge ist eine Messingtafel verankert, die Auskunft über Namen, Geburtsjahr und Schicksal der Personen gibt, derer gedacht werden soll. Die Steine sind in den Bürgersteig vor den ehemaligen Wohnhäusern der Opfer der nationalsozialistischen Gewaltherrschaft eingelassen. Mit ihnen soll Opfern des Nationalsozialismus gedacht werden, die in Estenfeld lebten und wirkten. Die elf Stolpersteine in Estenfeld wurden am 23. September 2007 gesetzt. Dieses Datum ist angelehnt an den 65. Jahrestag der letzten Deportation aus Würzburg, bei der Estenfelder Juden beteiligt waren.

## Gedenkarbeit in Estenfeld
Die Verlegung der Stolpersteine erfolgte zusammen mit der Enthüllung einer Gedenkstele für die aus Estenfeld deportierten Angehörigen der jüdischen Familien Birn, Löwenthal und Meyer. Über den Namen der Familien sind drei Köpfe in einer vergitterten Fensterluke eines Deportationstransportwagens zu sehen, darunter ist ein zerbrochener siebenarmiger Leuchter dargestellt. Den Anstoß für die Errichtung der Gedenkstele am Platz der ehemaligen Synagoge hatte der ehemalige Gemeinderat Christian Will, von 1970 bis 1994 Mitglied des Bayerischen Landtags, gegeben. Die Kürnachtal-Hauptschule in Estenfeld, speziell die 8. Klasse, beschloss, die Stolpersteinverlegung als einen Beitrag zum Gedenken an die ermordeten jüdischen Mitbürger mitzugestalten. Durch unregelmäßige Veröffentlichungen in lokalen Medien wird die Erinnerung an das Schicksal der jüdischen Familien, die in Estenfeld ansässig waren, wach gehalten.
Bei den Recherchen zu den Stolpersteinen in Estenfeld kam es zu einzelnen Fehlern. Nach Forschungen von Elisabeth Böhrer hat Ida Jette Birn, geborene Rosenthal am 29. März 1897 in Konstanz, am 23. Februar 1942 ihren Mann Siegfried geheiratet und zu keiner Zeit in Estenfeld gelebt. Siegfried Birn war am 21. November 1940 vom jüdischen Krankenhaus in Mannheim nach Konstanz zugezogen. Das Ehepaar wurde am 24. April 1942 in das Ghetto von Izbica deportiert. Ein Stolperstein wurde für Ida Jette Birn geb. Rosenthal in Konstanz verlegt. Babette Meyer geb. Ernstthal (geb. 1892) starb eines natürlichen Todes in Würzburg und wurde nicht in das Ghetto Theresienstadt deportiert. Ursache für die Verwechslung kam wohl durch Übertragung der Lebensdaten einer anderen Frau Babette Mayer (geb. 1892, ohne Geburtsname) zustande.

## Verlegte Stolpersteine
In Estenfeld wurden elf Stolpersteine an drei Anschriften verlegt.
| Stolperstein | Inschrift                                                                                                   | Verlegeort               | Name, Leben                                     |
| ------------ | --- | ------------------------ | ----------------------------------------------- |
|              | HIER WOHNTE HANNA BAYER GEB. BIRN JG. 1864 DEPORTIERT 1942 THERESIENSTADT ERMORDET 1942 IN AUSCHWITZ        | Zinnergasse 2 ·          | Hanna Bayer geb. Birn Biographische Angaben     |
|              | HIER WOHNTE CARRY BIRN GEB. SONDHEIM JG. 1880 DEPORTIERT 1942 THERESIENSTADT ERMORDET 1942 IN AUSCHWITZ     | Zinnergasse 2 ·          | Carry Birn geb. Sondhelm Biographische Angaben: |
|              | HIER WOHNTE ISAAC BIRN JG. 1859 DEPORTIERT 1942 THERESIENSTADT ERMORDET 1942 IN AUSCHWITZ                   | Zinnergasse 2 ·          | Isaac Birn Biographische Angaben:               |
|              | HIER WOHNTE JOSEF BIRN JG. 1873 DEPORTIERT 1942 THERESIENSTADT ERMORDET 1942 IN AUSCHWITZ                   | Zinnergasse 2 ·          | Josef Birn Biographische Angaben:               |
|              | HIER WOHNTE SIEGFRIED BIRN JG. 1877 DEPORTIERT 1942 THERESIENSTADT ERMORDET 1942 IN AUSCHWITZ               | Zinnergasse 2 ·          | Siegfried Birn                                  |
|              | HIER WOHNTE IDA JETTE GEB. ROSENTHAL JG. 1897 DEPORTIERT 1942 THERESIENSTADT ERMORDET 1942 IN AUSCHWITZ     | Zinnergasse 2 ·          | Ida Jette                                       |
|              | HIER WOHNTE EMMA LÖWENTHAL GEB. STEINHARDT JG. 1891 DEPORTIERT 1942 THERESIENSTADT ERMORDET 23.9.1942       | Würzburger Straße 25 ·   | Emma Löwenthal Biographische Angaben:           |
|              | HIER WOHNTE LEO LÖWENTHAL JG. 1876 DEPORTIERT 1942 THERESIENSTADT ERMORDET 23.9.1942                        | Würzburger Straße 25 ·   | Leo Löwenthal Biographische Angaben:            |
|              | HIER WOHNTE BABETTE MEYER GEB. ERNSTTHAL JG. 1892 DEPORTIERT 1942 THERESIENSTADT ERMORDET 1942 IN AUSCHWITZ | Bäckerstraße 14 Standort | Babette Meyer geb. Ernstthal                    |
|              | HIER WOHNTE EMMA MEYER JG. 1866 DEPORTIERT 1942 THERESIENSTADT ERMORDET 1942 IN AUSCHWITZ                   | Bäckerstraße 14 Standort | Emma Meyer                                      |
|              | HIER WOHNTE MAX MEYER JG. 1898 VERHAFTET 14.2.1936 KZ BUCHENWALD ERMORDET 24.3.1940                         | Bäckerstraße 14 Standort | Max Meyer                                       |

## Verlegungen
- 23. September 2007

Typische Verlegungssituationen:

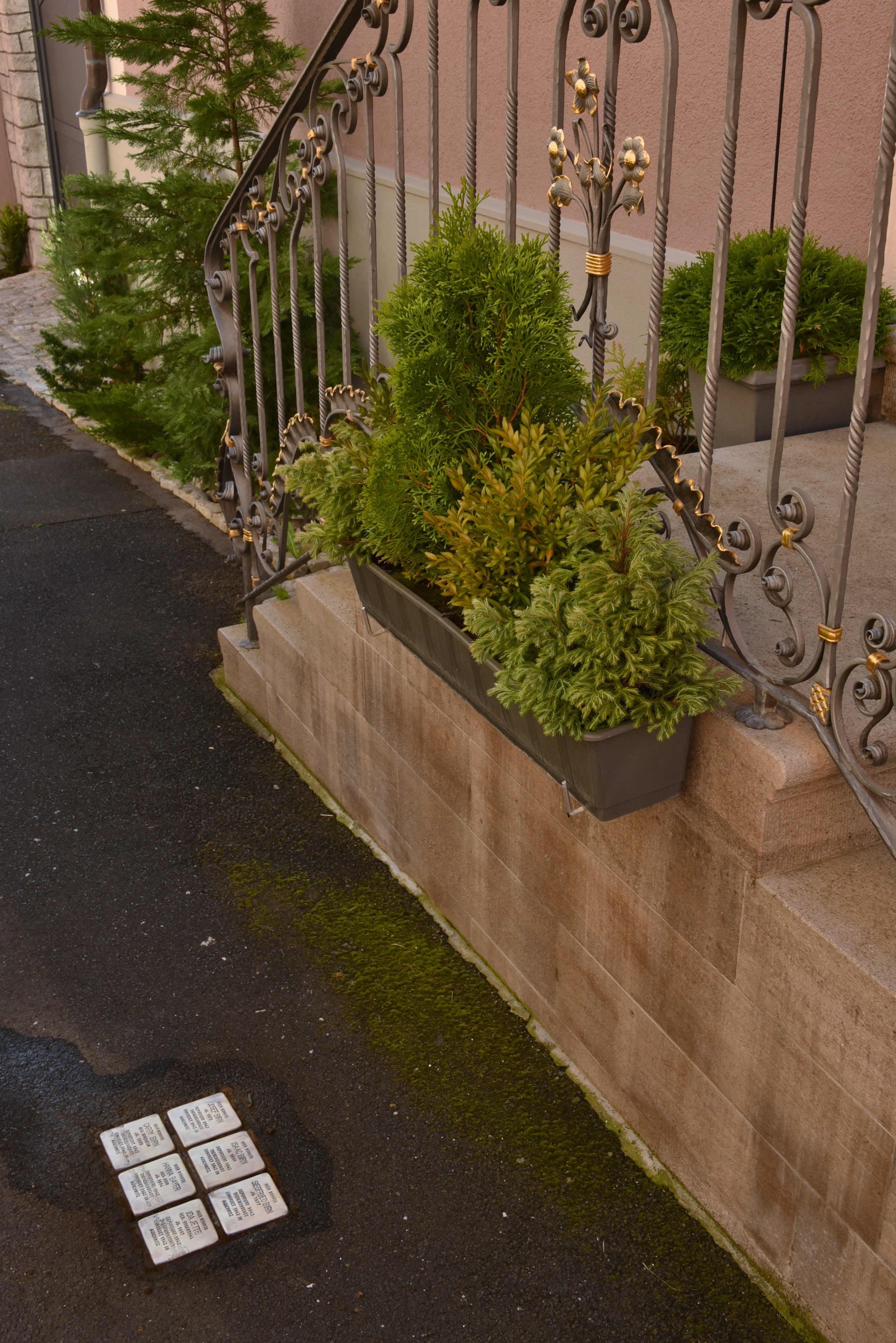
Familie Birn
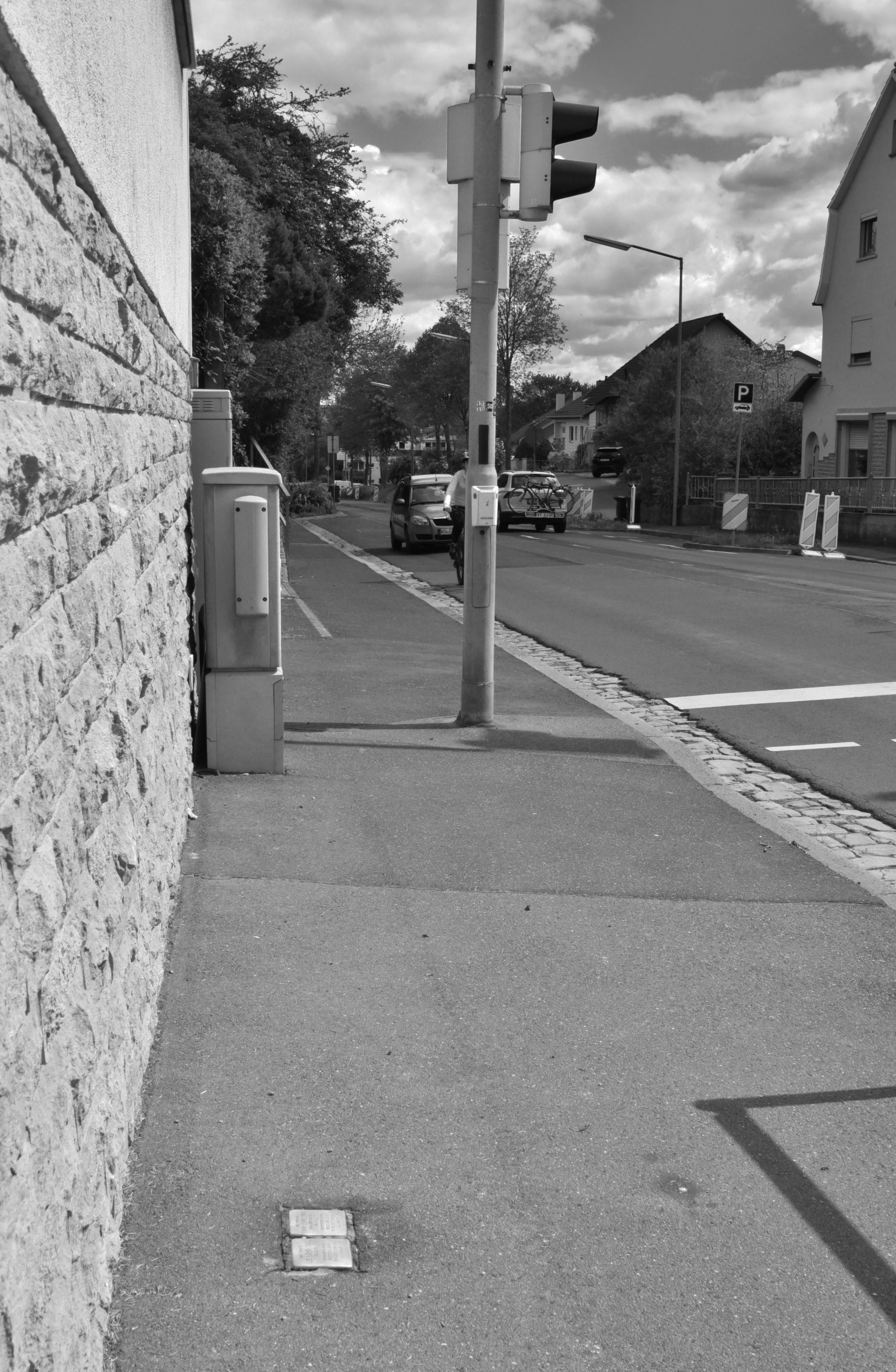
Familie Löwenthal
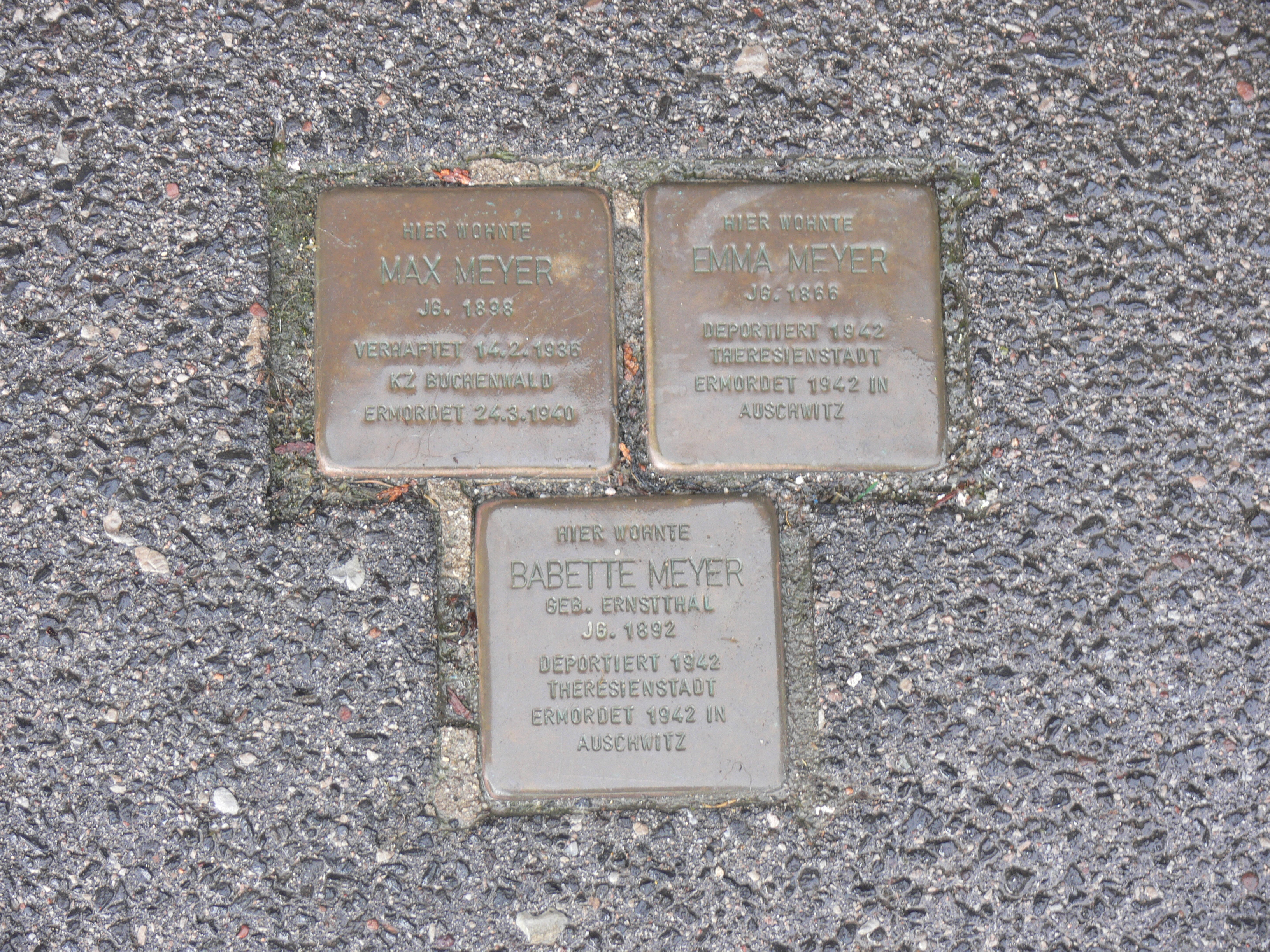
Familie Meyer